# David Deutsch

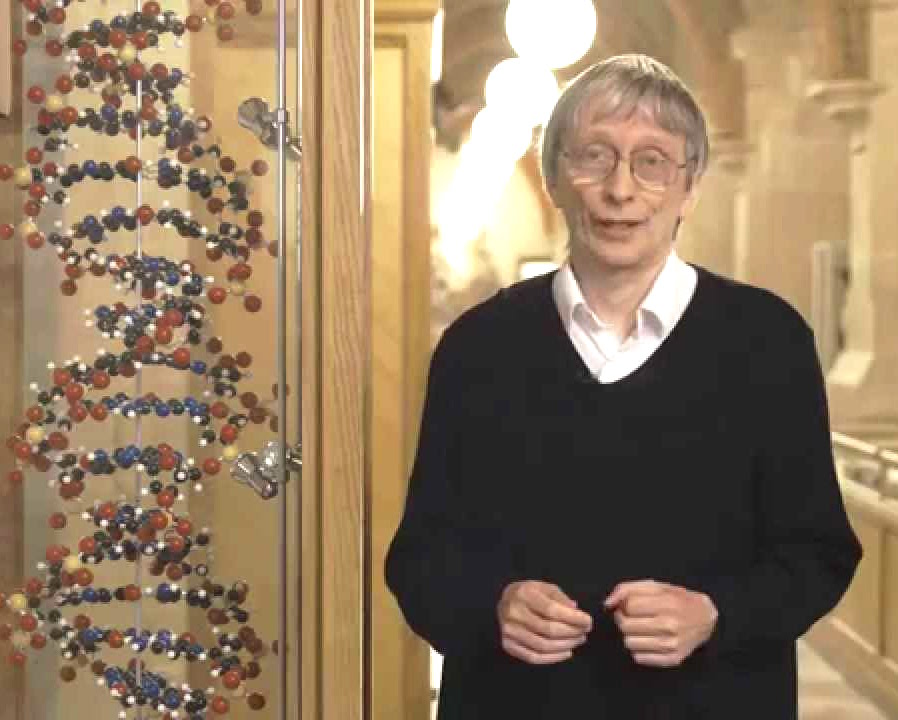
David Deutsch in april 2014

David Elieser Deutsch (Haifa, 1953) is een Israëlisch-Britse natuurkundige werkzaam bij de Universiteit van Oxford, waar hij tevens zijn doctoraat behaalde.
Deutsch is een van de grondleggers van de theorie van de nu nog hypothetische kwantumcomputer. Hij is tevens een pleitbezorger voor de theorie van het multiversum en de veelwerelden-interpretatie van Hugh Everett toegepast in de kwantummechanica. Deutsch heeft samen met Roger Penrose en John Wheeler gepubliceerd over kwantummechanica.
In 1998 ontving hij de Paul Dirac-Medaille en -Prijs van het Institute of Physics.

## The Fabric of Reality
Zijn boek The Fabric of Reality uit 1997 bevat vier onderdelen:
1. Hugh Everetts veel-werelden-interpretatie van de kwantummechanica, "het eerste en belangrijkste van de vier [elementen]".
2. Karl Poppers epistemologie, in het bijzonder diens anti-inductivisme en realistische (niet-instrumentele) interpretatie van wetenschappelijke theorieën, en nadruk om 'conjectures' (gissingen) die pogingen tot falsificatie weerstaan serieus te nemen.
3. Alan Turings theorie van de berekenbaarheid, uitgewerkt in Deutsch' "Turing-principle". Turings universele Turing-machine wordt daarbij vervangen door Deutsch' universele kwantumcomputer. ("De theorie van de berekenbaarheid is nu de kwantumtheorie van berekenbaarheid.")
4. Richard Dawkins' verfijning van de Darwinistische evolutionaire theorie en de moderne synthese, in het bijzonder Dawkins ideeën over de replicator en de meme die door Deutsch geïntegreerd worden met de epistemologische theorie van Popper (het tweede element).

Zijn theorie van alles is eerder (zwak) emergent dan reducerend. Hij streeft niet naar een reductie van alles tot de deeltjesfysica, maar eerder naar een synthese van de bovengenoemde vier elementen.

## The Beginning of Infinity
Deutsch' tweede boek, The Beginning of Infinity, werd op 31 maart 2011 gepubliceerd. In dit boek beredeneert Deutsch dat de Verlichting van de 18e eeuw aan het begin heeft gestaan van een oneindige reeks van doelgerichte kenniscreatie. Hij onderzoekt de aard van memen en hoe en waarom creativiteit bij de mens is geëvolueerd.